# 바티칸 시국
바티칸 시국(라틴어: Status Civitatis Vaticanæ, 이탈리아어: Stato della Città del Vaticano, 영어: Vatican City State, 문화어: 바띠까노 도시 국가),  약칭 바티칸은 이탈리아의 로마 시내에 위치한 위요지 도시국가이다. 바티칸 시는 바티칸 언덕과 언덕 북쪽의 바티칸 평원을 포함하며, 총 면적은 0.44km2에 인구는 수백 명에 불과한 극소 국가로서 면적으로 보나 인구로 보나 전세계의 주권 국가 중 가장 작다.
이전에 로마를 중심으로 이탈리아반도 중부를 넓게 차지한 교황령(756-1870)이 있었으나, 19세기 이탈리아 왕국에 강제 합병되었고, 10년 후인 1870년에는 로마와 더불어 나머지 다른 지역도 모두 이탈리아에 합병되어 소멸했었다. 바티칸 시국은 이 교황령의 회복을 목표로 한 1929년 2월 11일 라테라노 조약의 체결로 독립을 성취하여 오늘에 이른다.
교황이 통치하는 일종의 신권 국가로, 전 세계 로마 가톨릭교회의 총본산이다. 바티칸 시국의 공무원들은 대부분 성직자나 수도자로 이루어져 있다. 국제 관계에서는 성좌(Sancta Sedes)로 호칭된다.

## 역사
바티칸이 자리잡기 전에 이곳 바티칸 언덕(Mons Vaticanus)은 원래 고대 로마인들이 로마 신화의 키벨레와 그 배우자 아티스를 숭배하던 곳이었으며, 점을 치는 언덕(ager vaticanus)이라 부르며 오랫동안 신성하게 여겨왔다. 그 때문에 로마인들은 이곳에 거주민들의 통행과 정착을 엄격히 금지하였다. 서기 1세기 초에 대 아그리피나(BC 14년 - AD 33년 10월 18일)는 바티칸 언덕과 그 주변에 물을 대고 그 자리에 자신의 개인 정원을 건립하였다. 또한 로마 황제 칼리굴라(37년 - 41년)는 이곳에 거대한 원형경기장(Circus Gaii et Neronis)을 만들었고, 나중에 황제 네로 시대에 완공되었다. 성 베드로 광장 중앙에 장식된 오벨리스크는 본래 칼리굴라가 원형경기장을 꾸미기 위해 서기 37년에 콘스탄티노폴리스에서 로마로 가져와 경기장의 장식에 사용되었다.
서기 64년 로마에서 일어난 대화재 이후 바티칸 언덕은 많은 그리스도인이 순교하는 장소가 되었으며, 성 베드로도 이 순교자 중 한 사람이었다. 전승에 따르면 성 베드로는 원형경기장에서 거꾸로 십자가형에 처해졌다고 한다. 원형경기장 맞은편에는 비아 코르넬리아를 경계로 삼아 고대 로마 시대의 공동묘지가 자리잡고 있었다. 4세기 초에 대성당이 지어지기 전까지 이 언덕은 다신교의 각종 이교 신들을 위한 제단과 무덤, 비문 등이 지어졌었다. 이러한 고대의 잔재들은 수세기에 걸쳐 르네상스 시대에 이르기까지 각종 공사를 할 때 빈번하게 발견하였으며, 교황 비오 12세 치세에는 본격적으로 대규모적인 발굴작업을 착수하기에 이르렀다.
콘스탄티누스 1세가 기독교를 공인한 이후, 326년 성 베드로의 무덤 위에 최초의 성당인 옛 성 베드로 대성전이 지어졌고, 5세기 초에 대성전 근처에 교황의 궁전이 지어지면서 이 지역은 점차 널리 알려지기 시작했다.
세월이 흐르면서 교황의 권력은 점차적으로 커져갔으며 19세기 중반 신흥국가인 이탈리아 왕국에 병합되기 전까지 약 천년 동안 로마와 그 주변 지역들을 장악해 교황령이란 이름 아래 다스렸다. 이 시기의 대부분 동안 교황들의 거주지는 바티칸이 아닌 라테라노 궁전이었으며, 아비뇽 유수기(1309년 - 1377년)를 제외한 최근 세기 동안에는 퀴리날레 궁전이었다.
19세기 중엽 이탈리아의 민족주의자들이 창궐하면서 교황청은 차츰 주변 지역에 대한 영향력을 잃어갔으며, 1870년에는 마침내 수도인 로마마저 점령당하면서 교황의 소유지들은 불확실한 상태에 놓이게 된다. 1861년부터 1929년까지 60여 년 동안 이러한 로마 문제라고 불리는 상태가 유지되었다. 이로 인해 천년 동안 이어지던 교황령은 종말을 고하고 교황을 비롯한 교황청의 상층부들은 바티칸으로 대거 피신했다. 이후 교황들은 로마 및 기타 지역에 대한 이탈리아 국왕의 권한을 인정하라는 이탈리아 정부의 주장에 대해 지속적으로 부당한 요구라며 항의했고 바티칸 밖으로 나가는 것을 거부했다. 교황령이 이탈리아에 병합된 이후에도 이탈리아를 제외한 다른 나라들은 교황청의 이탈리아로부터 독립적인 국가로서의 지위를 계속 인정하였다. 이탈리아는 바티칸 안에 있는 교황청에 대한 무력행사를 시도하지는 않았지만 퀴리날레 궁전을 포함하여 교회 재산의 상당수를 몰수해갔다. 교황령의 마지막 통치자인 교황 비오 9세는 로마를 잃은 이후 스스로를 ‘바티칸의 포로’라고 표현했다. 이런 상황은 1929년 2월 12일 이탈리아 정부와 교황청 간에 라테라노 조약을 체결되면서 종식되었다.
라테라노 조약은 비토리오 에마누엘레 3세와 교황 비오 11세 양측으로부터 전권을 이양받은 베니토 무솔리니와 피에트로 가스파리 추기경에 의해 각각 조인되었다. 이 조약으로 이탈리아는 바티칸 시국을 독립국가이며 교황청의 소유와 국제법상 치외법권을 인정하였으며 가톨릭교회를 이탈리아의 국교로 삼았다. 바티칸 또한 로마를 수도로 한 이탈리아 정부를 정식으로 인정했다. 더불어 양측은 라테라노 조약에 반대되는 이전의 모든 법들을 폐기하였다. 라테라노 조약은 파시즘 정권이 물러나고 1947년 이탈리아 공화국이 들어선 후에도 그대로 채택되었다. 다만 1984년 양측 합의로 가톨릭교회를 이탈리아의 국교로 존속시키지 않는다는 내용의 새로운 정교 협약으로 수정되었다.

## 정부
바티칸 시국의 정치는 전제주의적 성격의 선거군주제에 기반을 두고 있으며, 가톨릭교회의 중심지라는 권위를 차지하고 있다. 교황은 비 세습형 군주의 사례로서는 드물게 직무상 (성좌와는 별개의 실체로서) 바티칸 시국의 영토 안에서 제일의 입법권과 행정권, 사법권을 행사한다.

### 국가원수
교황은 직무상 바티칸 시국의 국가원수로, 이는 초대교회 시대부터 있었던 그의 직분인 로마 주교에서 기인한 것이다. 성좌라는 표현은 바티칸 시국이 아닌 교황의 영적 통치권을 나타내는 것으로, 주로 교황청에서 사용한다. 바티칸 시국과 관련한 교황의 공식 직함은 ‘바티칸 시국의 국가원수’이다.
교황직은 선거군주로, 추기경단에서 선발한다. 또한 법적으로 교황은 전제군주에 해당하며, 바티칸 시국의 입법권, 행정권, 사법권 전체를 지배하고 있다. 현재 교황은 유럽에 남은 유일한 전제군주이다. 교황은 콘클라베에서 80세 이하의 추기경들이 선출한다.
바티칸 시국을 관리하는 그의 휘하는 바티칸 시국 교황위원장으로, 과거 바티칸 시국의 장관이 했었던 역할을 1952년에 이어받아 지금까지 해오고 있다.
평상시 교황은 성 베드로 광장 바로 옆에 있는 사도 궁전에 거주한다. 이곳에서 교황은 자신의 집무를 수행하며, 외국에서 온 사절을 맞이한다.

### 정치 체계
바티칸 시국의 정부는 독특한 구조로 되어 있다. 교황이 나라의 주권자이며, 입법권은 5년마다 교황이 임명하는 추기경들로 구성된 바티칸 시국 교황위원회가 갖고 있다. 행정권은 바티칸 시국 교황위원장이 갖고 있으며, 총비서와 총무대리가 보조하고 있다. 바티칸 시국의 대외관계는 국무원과 외교관들에게 맡기고 있다. 그래도 역시 교황은 바티칸 시국 일대에 완전하고도 절대적인 행정권, 입법권, 사법권을 갖고 있다. 교황은 현재 유럽에서 유일한 절대 군주이다.
바티칸 시국에는 보건, 보안, 통신 등과 관련된 특정 부서들도 있다.
사도좌 공석(교황직 공석) 기간에는 교황 궁무처장 추기경에게 성좌의 자산 관리와 방위에 대한 권한이 일시적으로 맡겨진다. 바티칸 시국의 나머지 사람들은 바티칸 시국 교황위원회의 통제 아래에 놓여 있다. 교황 궁무처장이 국가원수 구실을 하는 동안, 추기경들 가운데 각 품급(주교급 추기경, 사제급 추기경, 부제급 추기경)을 대표하는 추기경 세 명은 매일 3일마다 선발된 다른 추기경들과 함께 활동한다. 이들 네 명의 추기경은 모든 결정을 내리기 전에 추기경단 전체의 허락을 미리 받아야 한다.
바티칸 시국이라는 국가는 1929년 성좌에 작은 영토와 함께 그 안에서 세속적인 독립과 사법권을 누릴 수 있는 권리를 제공한다는 내용의 라테라노 조약에 세워졌다. 바티칸 시국은 성좌와는 뚜렷이 구별된다. 요컨대 성좌에 독립적인 영토는 중요하다고 여겨지지만, 필요 불가결한 요소는 아니다. 성좌는 로마 제국 시대 이후 법률상의 실체로서 지속적으로 존재해 왔으며, 모든 세속적 영토를 빼앗기고 잠시 권리가 중단되었을 때(예를 들면 1870년에서부터 1929년까지)만 빼고는 고대 후반기 이후부터 오늘날까지 강력하고 독립적인 주권을 가진 실체로서 국제적으로 인정받고 있다. 니케아 공의회 때 사절을 파견한 것으로 볼 때, 적어도 서기 325년부터 성좌가 외교 활동을 벌였다고 볼 수 있으며, 이는 세계에서 가장 오래된 기록이다. 외국 주재 대사들은 성좌에서 파견하는 것이지, 바티칸 시국이 결코 아니다.

### 행정

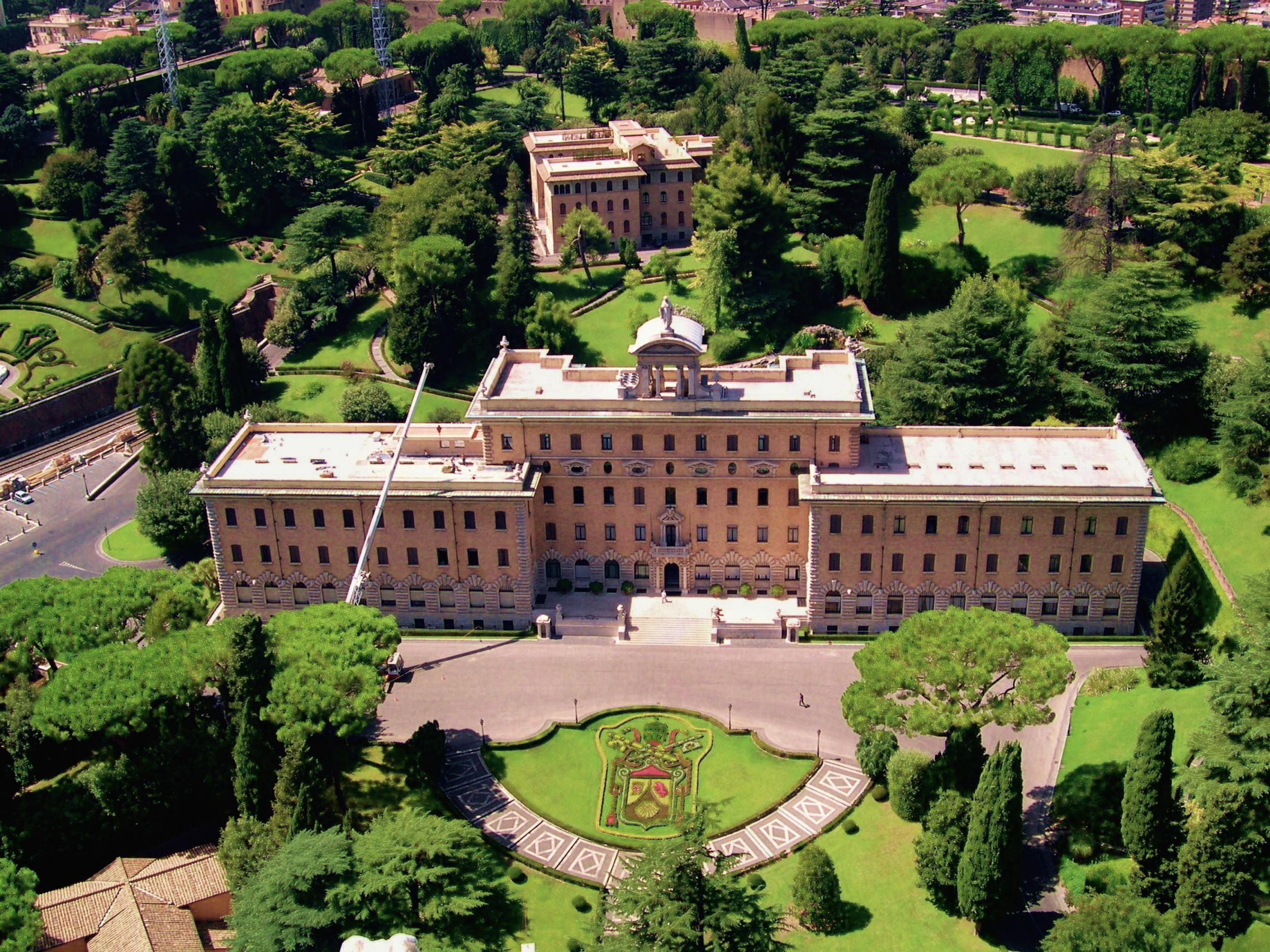
바티칸 시국의 행정처

입법 기능은 바티칸 행정원장이 이끄는 단원제의 바티칸 시국 입법 기구에 위임하고 있다. 이 입법 기구는 행정원장과 교황이 임명한 추기경들 그리고 다른 구성원들로 이루어지며, 임기는 5년이다. 현재는 지난 3월1일 처음으로 임명된 여성 행정원장 라파엘라 페트리니 수녀와 7명의 추기경, 3명의 자문으로 이루어져있다. 이 입법 기구의 모든 활동은 먼저 교황청 국무원을 통해 교황의 승인을 받아야 하며, 《사도좌공보》의 특별 부록에 실리고 나서야 효력이 발생한다. 이 부록에는 대부분 교령, 회칙, 새 우표 승인과 같은 내용으로 구성되어 있다.
행정 기능은 바티칸 시국 행정원에 위임하고 있다. 행정원은 바티칸 시국 행정원장, 행정원차관 등으로 구성되어 있으며, 각자 5년마다 교황에 의해 임명된다. 행정원이 중요한 활동을 할 때는 입법 기구와 국무원을 통해서 교황의 확인을 받아야 한다.
행정원은 휘하에 여러 부처와 기관을 두어 중앙 정부 기능을 총괄하고 있다. 이들 기관의 총장들과 공무원들은 5년마다 교황이 임명한다. 이들 기관은 구역 보안, 기록, 교통, 재정을 포함한 바티칸 시국 내 물자 문제에 집중하고 있다. 정부는 현대적인 보안 기기와 바티칸 시국 국가헌병대로 불리는 경찰 부대가 지키고 있다.
사법 기능은 내사원과 대심원, 항소원에 위임하고 있다.
어떤 경우든지 간에, 교황은 바티칸 시국과 전 세계 교회에 대한 최고의 행정권, 입법권, 사법권을 언제든지 행사할 수 있다.

#### 관광 명소
- 바티칸 미술관
- 시스티나 성당
- 성 베드로 성당
- 사도궁
- 바티칸 정원

### 군사와 치안

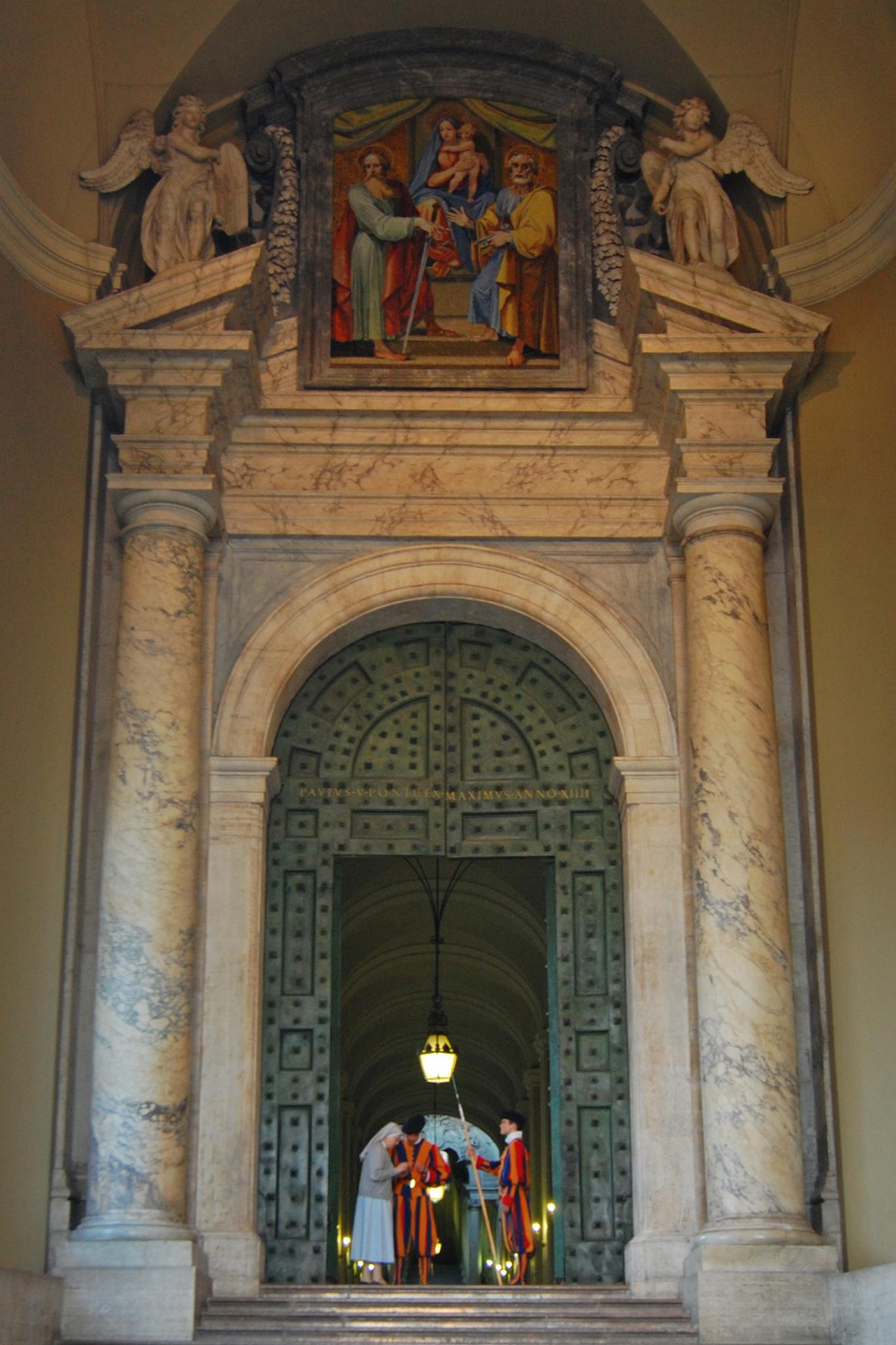
사도 궁전 정문을 지키는 스위스 근위대.

비록 과거 교황들이 교회군의 일부로 스위스 용병들을 고용하긴 했지만, 교황의 개인 경호원으로서의 스위스 근위대는 1506년 1월 22일 교황 율리오 2세에 의해 창단되었으며, 오늘날까지도 그 역할을 계속 수행하고 있다. 교황청 연감 목록에는 스위스 근위대가 ‘바티칸 시국’이 아니라 ‘성좌’에 종속되어 있다고 나와 있다. 2005년 말엽, 근위병의 숫자는 134명이 되었다. 신병은 성좌와 스위스 간에 맺은 특별 협정에 따라, 스위스 국적의 젊은 남자 가톨릭 신자로 제한되어 있다. 팔라티누스 근위대와 귀족 근위대도 있었지만, 1970년 교황 바오로 6세에 의해 해체되었다. 최초의 주력군은 교황령에 복무하며 바티칸 영토 안에 근무하던 국민군이었지만, 귀족 근위대와 마찬가지로 단순한 의장병에 불과했다.
바티칸 시국에는 경찰력으로서 활동하는 국가헌병대도 있다. 정식 명칭은 ‘바티칸 시국 국가헌병대(Corpo della Gendarmeria dello Stato della Città del Vaticano)’이지만, 때때로 ‘비질란차(Vigilanza)’로 줄여서 부르기도 한다. 바티칸 시국 국가헌병대는 공공질서와 법 집행, 군중과 교통 통제 그리고 바티칸 시 안에서 일어난 범죄를 수사하는 임무를 맡고 있다.

### 외교 관계
바티칸 시국은 국제법상 하나의 독립된 국가로 공인받고 있으나, 외교적 업무 수행은 성좌가 대신하고 있으며, 성좌가 몸소 외교를 책임지는 것은 물론, 그와 관련된 국제 협약까지 맺는다. 따라서 바티칸 시국은 직접 외교적 업무를 수행하지 않는다. 성좌는 다른 나라에 외교관을 파견하거나 외국의 외교관을 주재시킬 권리를 갖고 있다. 바티칸 시국은 영토가 제한되어 있기 때문에 성좌 주재 외국 대사관들은 로마 시내에 있다.
성좌는 세계 여러 나라와 외교 관계를 맺고 있다. 성좌는 국교의 여부와 관계없이 다양한 국가들과 수교하고 있다. 각 나라에 파견된 교황대사는 다른 나라의 대사들과 동등한 위계를 가지나 주로 유럽이나 가톨릭 국가에서 외교단장을 맡거나 외교의전상 대사의 성직품에 관계없이 상석에 위치하는 경우가 있다. 또한 성좌 대표의 서열에 관하여 접수국에 의하여 승인된 어떠한 관행도 침해하지 아니한다. 교황 대사가 없는 경우 성좌는 교황 사절을 임명하여 그 역할을 하게 한다. 교황 사절은 교황 대사에 버금가는 우대와 특권을 받는다. 성좌가 현재 공식 외교 관계를 수립한 나라는 모두 177개국에 달한다. 대한민국과는 1963년에 외교 관계를 맺었다. 현재 성좌와 외교관계를 맺지 않은 국가는 조선민주주의인민공화국, 중화인민공화국, 베트남, 사우디아라비아 등이다.

## 지리

바티칸 시국의 지도

‘바티칸’이란 이름이 생겨난 것은 기독교설립 이전의 시대로, 바티칸 언덕을 뜻하는 라틴어 ‘Mons Vaticanus’에서 유래한 것이다. 바티칸 시국의 영토는 로마의 북서부에 있는 바티칸 언덕과 그 앞 인근에 성 베드로 대성전, 사도 궁전과 시스티나 경당 그리고 바티칸 미술관 등의 건물들이 세워진 평원이다. 이 지역은 1929년까지 로마의 보르고 지구의 일부분이었다. 로마 시와 분할된 것은 레오 4세가 테베레강 서쪽 연안에 외부로부터의 침입을 막기 위해 길게 성벽을 쌓아 올린 때부터이며, 이후 레오 4세의 벽을 포함하여 바오로 3세, 비오 4세, 우르바노 8세가 새로 쌓아올린 성채 덕분에 면적이 더 확장되었다. 1929년 라테라노 조약을 맺으면서 이탈리아 정부가 바티칸의 영토를 환상선에 의해 둘러싸인 구역을 경계선으로 명시하면서 지금의 모습을 갖추게 되었다. 일부 국경 지역은 벽이 없는 대신 어떤 건물들로 선을 긋는 것으로 대신하였으며, 국경의 작은 일부분에는 현대식 벽을 건설하였다. 바티칸의 영토에 포함된 성 베드로 광장은 로마의 나머지 부분과 격리시키는 것이 불가능하기에, 이탈리아 정부와 바티칸은 대체적으로 성 베드로 광장 밖의 비오 12세 광장 구역을 가상의 경계선으로 보고 있다. 성 베드로 광장 앞에는 테베레강까지 닿는 비아 델라 콘칠리아치오네(화해의 길)와 이어져 있는데, 이 웅장한 도로는 라테라노 조약을 체결한 기념으로 베니토 무솔리니에 의해 건설되었다.
또한 라테라노 조약에 따라 교황청은 이탈리아 영토 안에 일정한 소유지에 대한 권리를 주장할 수 있으며, 그 가운데 대표적인 것이 카스텔간돌포와 대주교좌 성당들 그리고 로마와 이탈리아 전역에 산재한 교황청 소속의 관청이나 사무소 등으로 이러한 소유지는 외국 대사관의 지위와 유사한 치외 법권을 누리고 있다.
카스텔간돌포와 대성전으로 지명된 시설은 경찰들이 정기적으로 순찰하며, 이들은 이탈리아 경찰이 아닌 바티칸 시국 소속이다. 성 베드로 광장은 일반적으로 바티칸과 이탈리아 양국이 공동으로 치안을 유지한다.
유럽의 극소 국가 가운데 하나인 바티칸 시국은 로마의 서중부 쪽에 있는 테베레강에서 서쪽으로 몇백 미터에 있는 바티칸 언덕 위에 있다. 국경을 따라 성벽이 밀접하게 이어져 있는데, 이는 외부의 공격으로부터 교황을 보호하려고 건설한 것이다. 위치는 성 베드로 대성전 앞에 있는 성 베드로 광장에서 더한층 복잡하며, 올바른 국경은 베르니니의 열주에 의해 형성된 타원형 안팎이지만, 담당 경찰은 이탈리아에서 맡고 있다. 바티칸 시국의 영토는 세계에서 가장 작은 주권국으로 서울시 보라매 공원 크기와 비슷한 0.44km2에 불과하다.
2007년 7월, 바티칸은 탄소 방출에 관해 중립적 입장을 최초로 밝힌 국가가 되었다. 바티칸은 이산화탄소 배출을 상쇄한다는 계획을 달성하고자 헝가리에 바티칸 기후 산림을 조성하고 있다.

### 기후
바티칸의 기후는 로마와 똑같은 온난한 지중해성 기후이다. 5월부터 8월까지는 비 오는 겨울이며, 8월 중순부터 9월까지는 건조한 여름이다. 성 베드로 대성전의 상상을 초월한 크기와 해발고도, 분수, 거대한 넓이의 포장된 광장이 원인이 되어 일부 구역에는 안개와 이슬이 자주 발생하기도 한다.
| 바티칸의 기후                               | 바티칸의 기후 | 바티칸의 기후 | 바티칸의 기후 | 바티칸의 기후 | 바티칸의 기후 | 바티칸의 기후 | 바티칸의 기후 | 바티칸의 기후 | 바티칸의 기후 | 바티칸의 기후 | 바티칸의 기후 | 바티칸의 기후 | 바티칸의 기후 |
| 월                                          | 1월           | 2월           | 3월           | 4월           | 5월           | 6월           | 7월           | 8월           | 9월           | 10월          | 11월          | 12월          | 연간          |
| ------------------------------------------- | ------------- | ------------- | ------------- | ------------- | ------------- | ------------- | ------------- | ------------- | ------------- | ------------- | ------------- | ------------- | ------------- |
| 역대 최고 기온 °C (°F)                      | 19.8 (67.6)   | 21.2 (70.2)   | 26.6 (79.9)   | 27.2 (81.0)   | 33.0 (91.4)   | 37.8 (100.0)  | 39.4 (102.9)  | 40.6 (105.1)  | 38.4 (101.1)  | 30.0 (86.0)   | 25.0 (77.0)   | 20.2 (68.4)   | 40.6 (105.1)  |
| 일평균 최고 기온 °C (°F)                    | 11.9 (53.4)   | 13.0 (55.4)   | 15.2 (59.4)   | 17.7 (63.9)   | 22.8 (73.0)   | 26.9 (80.4)   | 30.3 (86.5)   | 30.6 (87.1)   | 26.5 (79.7)   | 21.4 (70.5)   | 15.9 (60.6)   | 12.6 (54.7)   | 20.4 (68.7)   |
| 일일 평균 기온 °C (°F)                      | 7.5 (45.5)    | 8.2 (46.8)    | 10.2 (50.4)   | 12.6 (54.7)   | 17.2 (63.0)   | 21.1 (70.0)   | 24.1 (75.4)   | 24.5 (76.1)   | 20.8 (69.4)   | 16.4 (61.5)   | 11.4 (52.5)   | 8.4 (47.1)    | 15.2 (59.4)   |
| 일평균 최저 기온 °C (°F)                    | 3.1 (37.6)    | 3.5 (38.3)    | 5.2 (41.4)    | 7.5 (45.5)    | 11.6 (52.9)   | 15.3 (59.5)   | 18.0 (64.4)   | 18.3 (64.9)   | 15.2 (59.4)   | 11.3 (52.3)   | 6.9 (44.4)    | 4.2 (39.6)    | 10.0 (50.0)   |
| 역대 최저 기온 °C (°F)                      | −11.0 (12.2)  | −4.4 (24.1)   | −5.6 (21.9)   | 0.0 (32.0)    | 3.8 (38.8)    | 7.8 (46.0)    | 10.6 (51.1)   | 10.0 (50.0)   | 5.6 (42.1)    | 0.8 (33.4)    | −5.2 (22.6)   | −4.8 (23.4)   | −11.0 (12.2)  |
| 평균 강수량 mm (인치)                       | 67 (2.6)      | 73 (2.9)      | 58 (2.3)      | 81 (3.2)      | 53 (2.1)      | 34 (1.3)      | 19 (0.7)      | 37 (1.5)      | 73 (2.9)      | 113 (4.4)     | 115 (4.5)     | 81 (3.2)      | 804 (31.7)    |
| 평균 강수일수 (≥ 1 mm)                      | 7.0           | 7.6           | 7.6           | 9.2           | 6.2           | 4.3           | 2.1           | 3.3           | 6.2           | 8.2           | 9.7           | 8.0           | 79.4          |
| 평균 월간 일조시간                          | 120.9         | 132.8         | 167.4         | 201.0         | 263.5         | 285.0         | 331.7         | 297.6         | 237.0         | 195.3         | 129.0         | 111.6         | 2,472.8       |
| 출처: Servizio Meteorologico, 일조시간 자료 |               |               |               |               |               |               |               |               |               |               |               |               |               |

## 경제
바티칸 시국의 경제는 유일무이한 비영리적 경제로 전 세계 가톨릭 신자들이 보내는 봉헌금으로 재정적인 지원을 받거나 우표와 기념품 판매, 미술관 입장 수수료 그리고 출판물 판매 등으로 재정을 충당하기도 한다. 바티칸으로 들어오는 봉헌금 가운데 가장 큰 부분을 차지하는 것은 이른바 베드로 성금이다. 6월 마지막 주일에 전 세계 가톨릭 교구에서 성 베드로 사도의 이름으로 모금된 봉헌금이 바티칸에 전달된다. 바티칸에서 근무하는 평신도 노동자들의 수입과 삶의 질 수준은 로마 시민과 별반 차이가 없으며, 어떤 면에서는 오히려 그들보다 더 낫다고 할 수 있다.
바티칸 시국은 독자적인 주화를 유통하고 있다. 바티칸은 유럽 연합과 맺은 특별 조약(위원회 결의 1999/98/CE)에 따라 1999년 1월부터 유로를 화폐로 사용하고 있다. 유로화 주화와 지폐는 2002년 1월 1일에 처음 소개되었으며 바티칸에서 자체적으로 유로화 화폐를 만들지는 않는다. 조약에 따라 유로화로 명명된 주화의 발행은 교황이 바뀔 때마다 평소보다 더 많이 발행되는 한 해를 제외하고는 엄격히 제한하고 있다. 바티칸의 유로 주화는 그 희소성으로 말미암아 수많은 수집가의 열렬한 수집 대상이 되었다. 유로화를 채택하기 전까지 바티칸의 지폐와 주화는 바티칸 리라 통화로 명명되어, 이탈리아 리라와 동등한 가치를 지니고 있었다.
또한, 바티칸 시국은 바티칸 은행(약어는 IOR)이라고 명명된 독자적인 은행도 있다. 바티칸 은행에 있는 현금 자동 입출금기는 세계에서 유일하게 사용 설명서가 라틴어로 되어 있는 현금 자동 입출금기이다.

## 인구 통계

### 인구와 언어

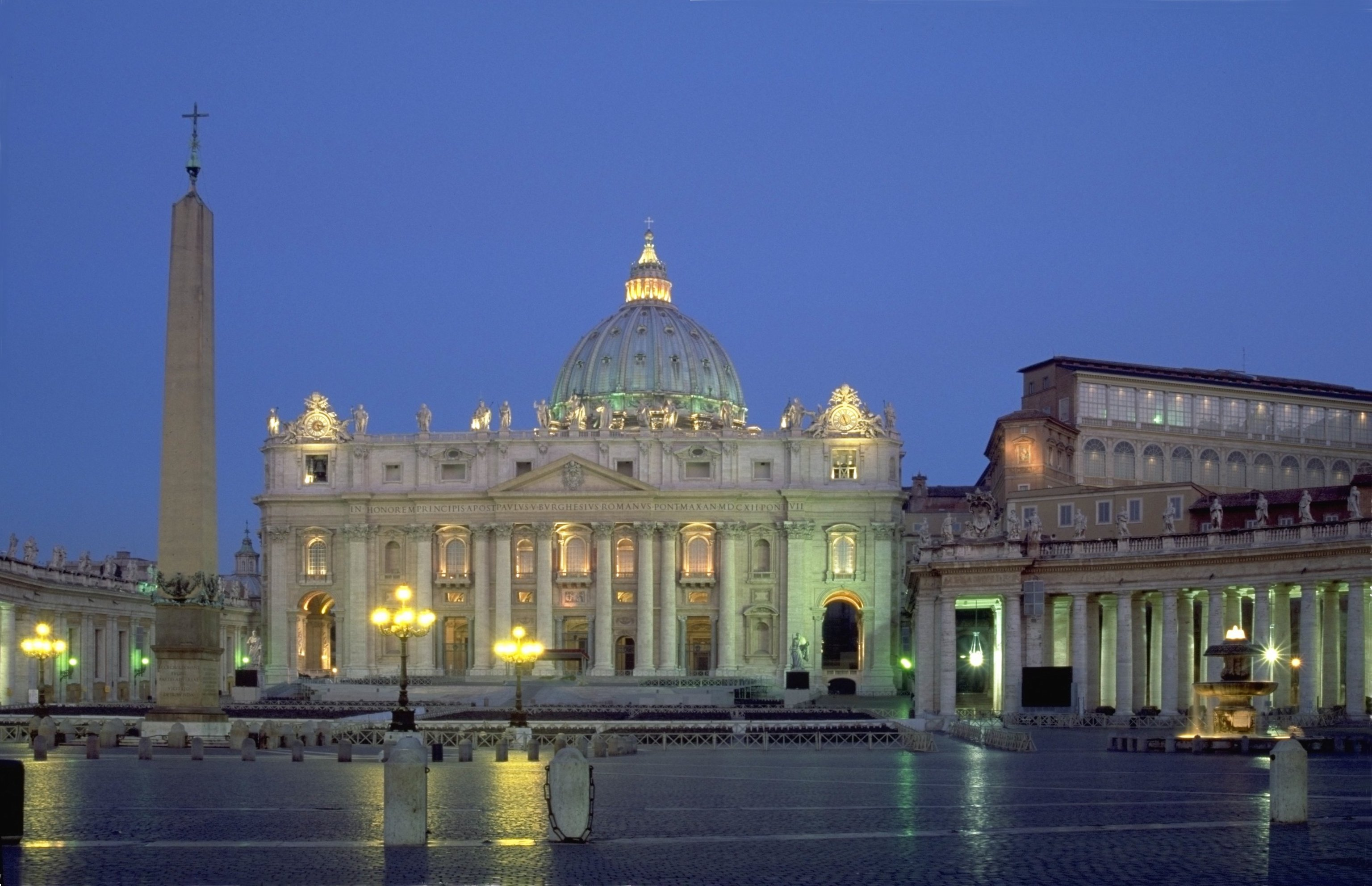
새벽 시간의 성 베드로 광장

바티칸 시민 594명(2022년 8월 4일 기준) 가운데 거의 대다수는 바티칸 성벽 안에 거주하며 그 외 나머지는 외국 주재 교황대사관에서 성좌의 외교 활동을 맡고 있다. 바티칸 시민은 대체로 교황청의 공무를 수행하는 성직자와 스위스 근위대 이렇게 두 집단으로 구성되어 있다. 바티칸 인력의 과반수를 이루는 3천 명의 평신도 일꾼 대다수는 바티칸 밖에 거주하는 이탈리아 국민이며, 이탈리아 외 다른 나라의 국민은 소수이다. 사실상 바티칸 시에 거주하는 모든 사람은 가톨릭 신자이다.
바티칸 시국의 공용어가 이탈리아어이다. 가톨릭교회의 공식 문서 가운데 권위 있는 것들에는 라틴어가 자주 쓰이며, 입법과 공식 보도에는 이탈리아어를 사용한다. 또한, 바티칸 시국에서 일하는 사람들 대부분의 일상 언어 역시 이탈리아어이다. 스위스 근위대에서는 명령 계통의 언어로는 독일어를 사용하지만, 충성 서약을 할 때는 근위병 개개인마다 프랑스어, 독일어, 이탈리아어 중 각자의 스위스 공용어 중 해당 언어로 한다. 현재 바티칸 시국의 공식 웹사이트 언어들은 라틴어, 이탈리아어, 영어, 프랑스어, 독일어, 스페인어, 포르투갈어, 중국어, 아랍어이다.

### 시민권
바티칸 시국의 시민권은 직무법의 인가를 받아 확정된 자격으로 바티칸에서 노동을 위하여 임명된 특정인들에게만 부여한다. 그리고 그들의 고용기간이 만료되면 일반적으로는 시민권이 해약된다. 또한, 고용된 동안에는 시민권자의 배우자(결혼이 취소되었거나 무효가 되었거나 또는 부부간의 별거가 선고되었더라도 상관없이)와 자녀들(만일 그들이 일할 능력이 있으면 25살이 되거나 아니면 딸의 경우, 결혼할 때까지)에게까지 시민권이 확대된다.
바티칸 시민권을 잃게 되면, 이탈리아 법의 판단에 의해 다른 어떤 나라의 시민권도 소유하지 못한 사람은 누구든지 자동으로 이탈리아 시민권을 갖게 된다.
2011년 12월 31일 기준, 바티칸 시민권자는 594명이다.
594명의 구성은 다음과 같다:
- 교황: 1명
- 로마에 상주하는 추기경: 71명
- 성좌의 외교 활동을 맡은 성직자: 307명
- 바티칸에서 기타 다른 업무를 맡은 성직자: 51명
- 교황의 스위스 근위대: 109명
- 평신도: 55명

이처럼 시민권 보유자의 70%가 가톨릭 추기경, 성직자이며 나머지 대부분은 로마 가톨릭교회의 구성원이 된다는 것을 신병 모집 조건으로 삼은 스위스 근위병들이다. 그 밖의 55명의 시민권자는 바티칸의 어떠한 직책이 없는 가톨릭 평신도들이다.
따라서 바티칸 시민권자는 모두 가톨릭 신자이다.
이 통계는 바티칸에 거주하는 시민이 아니라 시민권자를 다룬 것이다. 성좌의 재외 외교 활동 분야에서 활동하는 시민권자들과 대다수 추기경 그리고 바티칸에서 일하는 성직자들과 평신도들은 높은 비율로 바티칸 밖에 거주한다. 다른 한편으로는, 다른 기독교 종파와 다른 종교단체에서 온 대표단에 성녀 마르타의 집에 투숙하게 하는 등 환대가 자주 베풀어졌다. 그런 연유로 인구조사는 특정날짜에 현재 국내에 있는 인구 수를 계산하는 것이므로, 바티칸 시의 인구조사에서 반드시 가톨릭 신자가 100%를 차지하는 경우는 보기 드물다.

## 문화

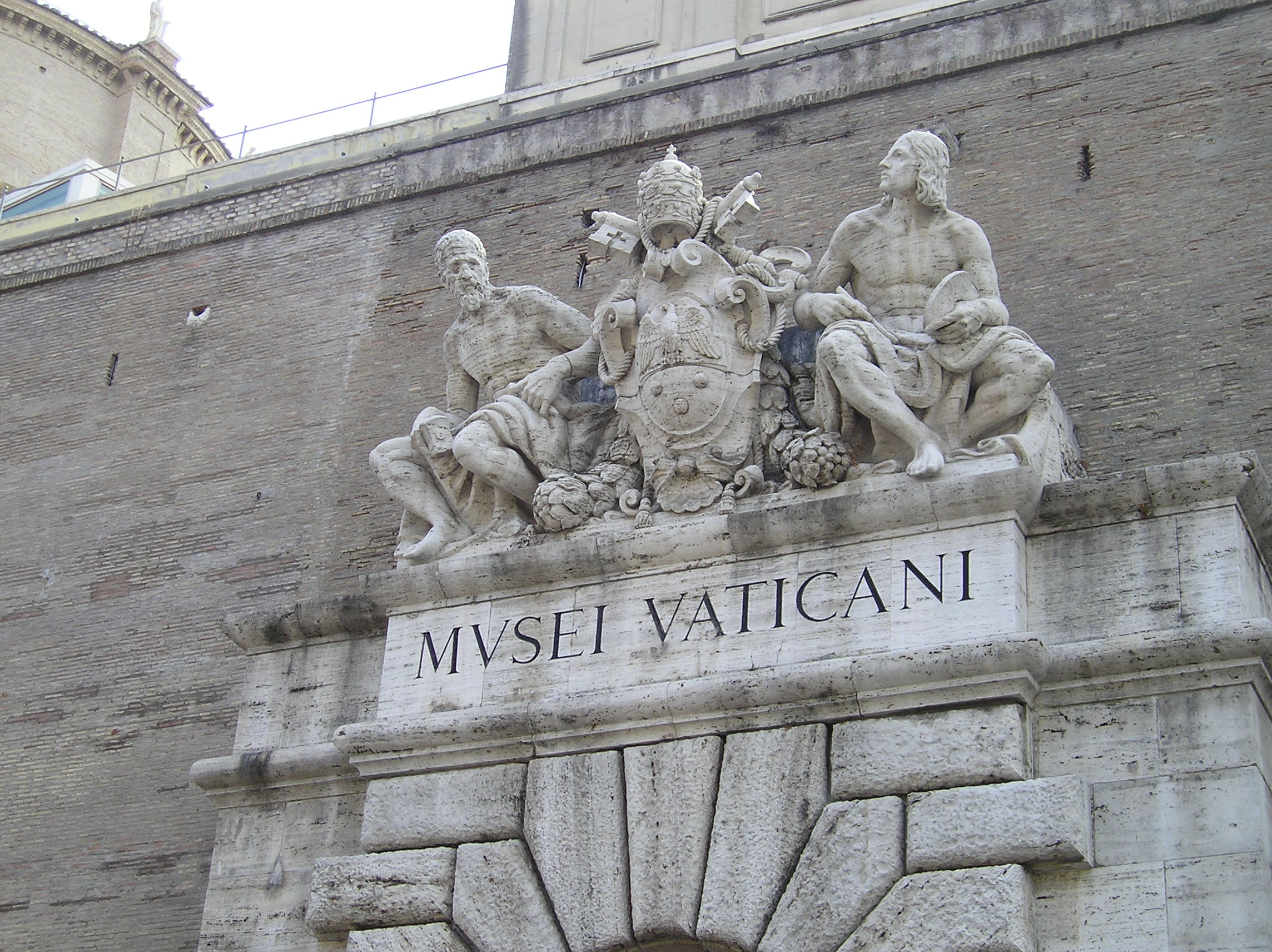
바티칸 박물관의 정문

바티칸은 나라 자체가 세계적인 문화유산들의 보고이다. 성 베드로 대성전이나 시스티나 경당 등에는 산드로 보티첼리, 베르니니, 미켈란젤로, 라파엘로, 레오나르도 다 빈치라고 하는 르네상스 예술 사상의 거장들이 마음껏 솜씨를 발휘한 작품들로 가득 차 흘러넘치고 있다. 또 바티칸 박물관과 바티칸 문서 자료관에는 역사상 귀중한 콜렉션을 대량으로 소유하고 있다. 바티칸은 1984년에 유네스코에 의해 세계유산에 등록되었다.
바티칸은 일종의 성지(聖地)이기 때문에, 명문화되지는 않지만 복장 규정이 있다. 특히 관광객이라 해도, 바티칸에 입국할 때 복장에 신경쓸 것(반바지 금지 등)을 요구받는다. 아울러, 필리핀과 영국령 사크섬과 함께 전세계에서 이혼 제도가 없는 3개 지역 중 한 곳이다.
바티칸은 순례자 뿐만 아니라 전 세계로부터 방문하는 관광객으로 언제나 떠들썩하다. 교황은 세계 각국에서 방문하는 신도들을 위해서 매주 일요일에는 그들 앞에서 미사를 거행해, 평일에도 평신도들과 함께 하기 위해 알현 등을 실시하고 있다. 부활절 등 특별한 축일에는 성 베드로 광장에 모습을 보여 전 세계에 인사를 보내는 것이 관습이 되고 있다.

## 국경일
| 날짜                | 명칭                                                    |
| ------------------- | ------------------------------------------------------- |
| 1월 1일             | 천주의 성모 마리아 대축일                               |
| 1월 6일             | 주님 공현 대축일                                        |
| 2월 11일            | 라테라노 조약 기념일                                    |
| 3월 13일            | 교황 프란치스코의 선출일¹                               |
| 3월 19일            | 성 요셉 대축일                                          |
| 3월 19일            | 교황 프란치스코의 즉위일¹                               |
| 3~4월 중(이동 축일) | 성주간(聖週間) 목·금·토요일, 부활절, 부활절 다음 월요일 |
| 5월 1일             | 노동자 성 요셉 축일                                     |
| 5~6월 중            | 주님 승천 대축일 (부활 제6주간 목요일)                  |
| 5~6월 중            | 그리스도의 성체 성혈 대축일                             |
| 6월 29일            | 성 베드로와 성 바오로 사도 대축일                       |
| 8월 14일~8월 16일   | 성모 승천 대축일 연휴                                   |
| 11월 1일            | 모든 성인 대축일                                        |
| 11월 2일            | 위령의 날                                               |
| 12월 8일            | 원죄 없이 잉태되신 동정 마리아 대축일                   |
| 12월 25일           | 주님 성탄 대축일                                        |
| 12월 26일           | 스테파노 첫 순교자 축일                                 |
| 12월 31일           | 교황 실베스테르 1세 축일                                |

- ¹교황에 따라 바뀐다.

## 같이 보기
- 로마 교구